# Кървава Коледа
Кървавата Коледа или Кървавият Божик е кампания от политически репресии през януари 1945 г., част от политическия терор в Социалистическа република Македония, при който са ликвидирани или малтретирани без съд или присъда хора с изявено българско самосъзнание. Жестокостите, извършени от комунистическите власти, започват на 7 януари - християнския празник Коледа по стар стил.

## История
По нареждане на маршал Тито са погубени 1200 българи, списъците за които са подготвени от Лазар Колишевски. Целта е била да се заличи българското самосъзнание и да се ускори процесът на македонизация на населението. По време на репресиите през 1945 г. в Охридско и Преспанско са убити стотици българи, а хиляди са изселени, изгонени и преследвани, изпращани в концлагерите на Титова Югославия.
Убитите в Скопие са 63 души, във Велес - 54, в Куманово - 48, в Битоля - 36, в Щип - 77, в Прилеп - 35, при село Владимирово, Беровско - 330 души. Край Охридското и Преспанското езеро, в планината Галичица край село Отешево са избити много българи, а телата са хвърляни в Преспанското езеро. Във Велес телата са закопани зад черквата „Свети Спас“ и край Пуста кула.

## Възпоменание
На 7 януари 2024 година пред храма „Св. Неделя“ е организирана панихида в чест на загиналите в кланетата.